# Fabio Maria Asquini
Fabio Maria Asquini (Fagagna, 14 de agosto de 1802 – Roma, 22 de dezembro de 1878) foi Cardeal da Igreja Católica Romana, Prefeito da Sagrada Congregação das Indulgências e Sagradas Relíquias e Camerlengo do Sagrado Colégio dos Cardeais.

## Início da vida e sacerdócio
Filho mais velho de Giovanni Daniele Asquini (1759-1810) e sua segunda esposa, Giulia della Porta. Neto do conde Fabio Asquini (1726-1818), proeminente agrônomo. Asquini foi educado no Collegio Ghislieri, depois no Collegio Romano (onde recebeu o doutorado em Teologia) e, finalmente, na Universidade La Sapienza, onde estudou direito. Foi ordenado em 26 de fevereiro de 1825. Delegado apostólico em Ancona (julho de 1826). Camareiro particular supranumerário (maio de 1827). Auditor da nunciatura em Nápoles (maio de 1827). Prelado doméstico de Sua Santidade (1830). Protonotário apostólico (abril de 1830). Referendário do Tribunal da Assinatura Apostólica (julho de 1830). Vice-legado em Ferrara (março de 1830); tomou posse em agosto e teve que deixar a legação quando ela estava nas mãos do pró-legado e se retirou para Udine, embora quando ocorreu a revolta (fevereiro de 1831) tenha sido chamado de volta ao cargo. Ao chegar a Ferrara em março de 1831, a cidade já estava ocupada pelos austríacos, com quem colaborou permanecendo no comando (com o título de pró-legado) até meados de 1836. Delegado de Ancona junto à Sé Apostólica.

## Episcopado
Eleito arcebispo titular de Tarso pelo Papa Gregório XVI em 2 de outubro de 1837. Consagrado em 8 de outubro de 1837, Roma, pelo cardeal Carlo Odescalchi. Núncio apostólico na Sicília, 22 de dezembro de 1837. Assistente no Trono Pontifício, 22 de dezembro de 1837. Secretário da Sagrada Congregação dos Bispos e Regulares, 9 de abril de 1839. Transferido para o patriarcado titular latino de Constantinopla em 22 de janeiro de 1844.

## Cardinalato
Ele foi elevado a Cardeal in pectore em 22 de janeiro de 1844 e foi nomeado Patriarca Latino de Constantinopla, cargo que ocupou até 1851. Ele foi oficialmente revelado como Cardeal em 21 de abril de 1845. Em 24 de abril, foi nomeado Cardeal-Sacerdote de St. Stefano al Monte Celio , onde serviu por quase 33 anos até 1877.
Criado cardeal e reservado in pectore no consistório de 22 de janeiro de 1844; publicado no consistório de 21 de abril de 1845; recebeu o chapéu vermelho e o título de S. Stefano al Monte Celio, 24 de abril de 1845. Participou do conclave de 1846, que elegeu o Papa Pio IX. Prefeito da Sagrada Congregação de Indulgências e Relíquias, 2 de maio de 1847. Camerlengo do Sagrado Colégio dos Cardeais, 1862 até 16 de março de 1863. Prefeito da Sagrada Congregação de Imunidade Eclesiástica, 8 de maio de 1863 até 6 de setembro de 1872. Participou do Primeiro Concílio do Vaticano, 1869-1870. Secretário dos Breves Apostólicos, 12 de julho de 1872. Grão-chanceler das Pontifícias Ordens Equestres. Optou pelo título de S. Lorenzo in Lucina, em 21 de setembro de 1877. Participou do conclave de 1878, que elegeu o Papa Leão XIII.
Cardeal Asquini faleceu após sofrer uma queda, em Roma. Exposto na igreja de Santa Maria em Vallicella, Roma, e enterrado na capela de sua família no cemitério local de Fagagna.